# 桂雀々
桂 雀々（かつら じゃくじゃく、1960年〈昭和35年〉8月9日 - 2024年〈令和6年〉11月20日）は大阪府大阪市住吉区我孫子出身の上方落語家。所属事務所はラルテ。既婚で、一女一男あり。本名は松本 貢一（まつもと こういち）。通称「けい じゃんじゃん」。

## 経歴
大阪市立第二工芸高等学校を中退した。
子供の頃、母親が蒸発した。父親は博打好きで借金取りが毎日家に来ていた。生活に困って借金取りからお金を借りることもあった。後に父親も蒸発し、近所の住民の世話になったりアルバイトをしながら1人で生活をする。
1975年、中学3年生の時、関根勤、清水アキラ、あご勇、小堺一機らを輩出したTBSテレビ「ぎんざNOW!」の『素人コメディアン道場』に「花より団子」という名で出演した。大阪弁での巧妙な喋りが人気となり勝ち抜いてチャンピオンになる。その後、渡辺プロから将来性を見込まれ誘われるが断ったという逸話がある。
1977年6月1日、桂枝雀に入門した。初舞台は同年10月の名古屋雲竜ホール（現在のDIAMOND HALL）「枝雀独演会」で「浮世根問」を演じた。2005年2月19日より、一門や所属事務所の異なるメンバー6人で開催している「RG研進会」（現在は「新鋭・上方落語会」、MZ研進会に由来）発起人を務める。
「ぎんざNOW!」の縁で関根勤・小堺一機が所属する浅井企画と契約していた時期があり、TBSラジオ「コサキンDEワァオ!」にも度々出演し、横山ノックなどのモノマネで関根や小堺を喜ばせた。
2007年に芸能生活30周年を迎えた。それにあたり、やしきたかじんプロデュースおよび出演の『雀々十八番』をシアターBRAVA!で開催して6日間独演会が行い、上岡龍太郎や桂ざこばなどが出演した。たかじんは円広志と音曲漫才、また藤山直美と夫婦漫才を披露した。全公演が完売し大成功を収める。たかじんとは米朝一門がよく出入りしていた北新地の居酒屋「猫八」で初めて出会う。その後、天満のマンションに一緒に住む程、親しくなる。
2010年、全国各地の地獄や閻魔にゆかりのある地域で「地獄八景亡者戯」を演じるツアーを開催した。12月12日のファイナルでは和歌山・ポルトヨーロッパで『スーパー落語』と題した高座に地獄のセットを舞台に造り白装束、三角頭巾の姿で演じる落語を披露した。
2011年10月、「大阪でやれることは全てやった。51歳をきっかけにリセットして東京で勝負したい」との想いで、活動拠点を東京に移し長年所属した米朝事務所を離れた。東京では2DKのマンションで娘と2人暮らし（妻と息子は大阪在住）をする。娘の麻生唯はタレントとして活動している。
2017年、芸歴40周年を迎えた。記念公演「地獄八景亡者戯2017」を東京国際フォーラムで開催した。特別ゲストに入門当時から親交があり落語家の先輩でもある明石家さんまが出演した。さらにシークレットゲストとして桑田佳祐が登場、当時放送中の連続テレビ小説の「ひよっこ」で使われていた主題歌の「若い広場」を初披露した。
2022年時点では引き続き東京を拠点とし、お江戸上野広小路亭の「しのばず寄席」の常連演者として顔付けされ、落語芸術協会定席興行の上方落語交互枠の演者として時折顔付けされるなど、寄席にも出演していた。
2024年初頭から身体の不調を訴えていたというが、10月下旬に茨城県でのゴルフ場でプレー中に倒れ、緊急搬送され入院。その後、リハビリを経ていったんは仕事に復帰していたが、同年11月15日に所属事務所により「持病の糖尿病により、現在入院加療中」として、年内出演予定の落語会を全て休演することが発表されていた。その後同月20日、糖尿病からの肝不全のため茨城県内の病院で死去した。64歳没。訃報は22日午前1時にスポーツニッポンが第一報をwebで報道。関係者による葬儀の後、同日午後に事務所が正式発表した。23日には弟子の桂優々が経緯をnoteで公表した。
2024年12月15日・18日には、川上麻衣子が運営する「谷中サロン・まいの間」（東京都）で偲ぶ会が開かれ、生前親交のあったクリエイターや芸能関係者などが集まった。共に大阪で落語家としてデビュー以来の盟友だった嘉門タツオは、雀々の人生をテーマにした自作曲「残像」を雀々に捧げた。
2025年1月11日、天満天神繁昌亭朝の部で「桂雀々 追善公演 爆笑ネタをありがとうございました」（運営：三栄企画）が開催された。出演は桂佐ん吉・月亭方正・桂かい枝・桂おとめ・桂雪鹿、トーク「雀々師匠とわたし」（佐ん吉・かい枝・方正）。
2025年3月17日、所属事務所ラルテによる桂雀々の「お別れの会」が東京のザ・キャピトルホテル 東急 宴会場「鳳凰」にて開かれた。会場には多数の落語家や芸能関係者が出席、柳家さん喬（落語協会会長（当時））などが弔辞を述べた。関係者の部が終了後、一般参列者による献花が行われた。取材・場内撮影は一切禁止とされたが、のちに3月21日付東京新聞、演芸情報誌「東京かわら版」2025年5月号が関係者の部のお別れの会の内容を写真とともに記事として掲載している。
2025年7月6日、京都府立文化芸術会館ホールで、「桂雀々 追福落語会 JAK2 FOREVER」（主催：ラルテ、オトノワ）が開かれた。出演は桂文枝・月亭方正・桂源太・内海英華・雀々（映像「動物園」）・豊田公美子（三味線）。

## 人物
- 「雀々」は師匠の枝雀が最も気に入った名前とされ、上岡龍太郎曰く、『枝雀と雀々の名前を入れ替えて、枝雀自身は自らを「雀々家 雀々」に改名、いつでも「こいつ、じゃくじゃくや、じゃくじゃく!」と言われたかった』とのこと。
- 噺し方はもっさり。アホな人物や、呆れる婦人をやらせるとうまい。アクションは若干オーバーなところがあり、師匠の枝雀を髣髴とさせることがある。礼儀正しい上に大物・先輩芸能人と絡んでもひるむところがなく、大阪ではテレビタレントとしても人気が高い。
- 学生時代から部活動で卓球部に所属していたこともあり現在でも卓球を趣味とする。東京に活動拠点を移動した後はらくご卓球クラブに加入する。他にも趣味はゴルフでプライベートで「JAK2杯」を開催している。
- 妻同士が姉妹であるため、桂ざこばとは義兄弟（芸の関係では叔父甥になる。ざこばが枝雀の弟弟子）である。
- 義甥にJAY'EDがいる。
- プライベートなどでよくハンチング帽をかぶっている。これは内弟子時代にハンチングの製造工場で働いていたことに由来する。よく枝雀宅に試作品を持ち帰っていたため枝雀も愛用するようになった。
- 首吊り自殺を図った枝雀の体を降ろしたのは雀々である。
- 2004年度より園田学園女子大学「非言語コミュニケーション論」非常勤講師を務める。
- 桑田佳祐（サザンオールスターズ）、山下達郎と親交がある[14]。
- メンズデザイナー菊池武夫の大ファンで、原宿の明治通り沿いにある本店に足繁く通っている。
- 雀々のアマチュア時代から親交があった内海英華は、没後のインタビューで「とにかく人懐っこさと行動力は凄かった。爆笑を常に追求する人で、師匠愛と落語愛の強い人でした」と語っている[13]。

## 受賞歴
- 1981年 「ABC漫才落語新人コンクール」最優秀賞
- 1985年 「上方お笑い大賞」銀賞
- 1986年 「日本放送演芸大賞」新人賞
- 1987年 「NHK新人演芸コンクール」最優秀賞
- 2002年 「上方お笑い大賞」最優秀技能賞
- 2005年 「大阪舞台芸術賞」奨励賞
- 2007年 「おおさかシネマフェスティバル」新人賞（「かぞくのひけつ」出演に対し）

## 出演

### テレビ
- ノックは無用!（関西テレビ）
- 痛快!エブリデイ（関西テレビ）
- ちちんぷいぷい（MBSテレビ）
- 趣味悠々・仏のこころを彫る（NHK教育テレビ）
- 桂雀々の大判小判がじゃくじゃく～BS12お宝噺～（BS12 トゥエルビ）[15]
- 笑点新春スペシャル（日本テレビ）東西大喜利
- テレビ三面記事 ウィークエンダー （日本テレビ）
- ヤッさん〜築地発!おいしい事件簿〜（テレビ東京）第4話 カツやん 役
- 陸王（TBSテレビ）家長亨 役
- 遙かなる山の呼び声（NHK BSプレミアム） 大角獣医 役
- 贋作 男はつらいよ（NHK BSプレミアム） 車寅次郎 役
- 御法度落語 おなじはなし寄席！（2022年6月5日、BS朝日）- 「親子酒」

### ラジオ
- 真夜中ギンギラ大放送（ラジオ関西）
- MAKOTO 笑瓶 雀々のギンギラ・セントラルパーク（ラジオ関西）
- ハンサムサタデー 雀々ワイド（ラジオ関西）
- ポップ対歌謡曲（ABCラジオ）[1]
- ABCラジオジラ（ABCラジオ）[1]
- MBSヤングタウン（MBSラジオ）
- それゆけ!（MBSラジオ）[1]
- こんちわコンちゃんお昼ですょ!（MBSラジオ）
- 歌って笑ってドンドコドン（ラジオ大阪）[1]

### 出演CM
- サトレストランシステムズ 「和食さと」
- 能勢温泉（ラジオCM）

### 映画
- かぞくのひけつ
- しあわせのかおり
- 葬式の名人
- 嘘八百
- 嘘八百 京町ロワイヤル
- COME & GO カム・アンド・ゴー - 飯田 役

### Web配信ドラマ
- 全裸監督（Netflix) 第1話

### 舞台
- 好色一代男（名古屋御園座）

## CD・DVD

### CD
『雀々十八番』
| タイトル        | 演目         |
| 雀々十八番 上巻 | 手水廻し     |
| 雀々十八番 上巻 | くしゃみ講釈 |
| 雀々十八番 上巻 | 花ねじ       |
| 雀々十八番 上巻 | 動物園       |
| 雀々十八番 上巻 | 舟弁慶       |
| 雀々十八番 上巻 | 蛸芝居       |
| 雀々十八番 上巻 | 田楽喰い     |
| 雀々十八番 上巻 | 不動坊       |
| 雀々十八番 上巻 | さくらんぼ   |
| 雀々十八番 下巻 | 手水廻し     |
| 雀々十八番 下巻 | 鶴満寺       |
| 雀々十八番 下巻 | 景清         |
| 雀々十八番 下巻 | 代書         |
| 雀々十八番 下巻 | がまの油     |
| 雀々十八番 下巻 | 仔猫         |
| 雀々十八番 下巻 | 疝気の虫     |
| 雀々十八番 下巻 | 子ほめ       |
| 雀々十八番 下巻 | 夢八         |
| 雀々十八番 下巻 | 愛宕山       |

『桂雀々 落語のひろば』
| タイトル           | 演目       | 収録年月日     | 収録会場              | 発売年月日    | 発売元  |
| 落語のひろば その1 | がまの油   | 1996年11月24日 | ABCホール             | 1997年4月16日 | 東芝EMI |
| 落語のひろば その1 | 夢八       | 1996年11月8日  | 宝塚ソリオホール      | 1997年4月16日 | 東芝EMI |
| 落語のひろば その2 | 舟弁慶     | 1997年4月16日  | 大阪朝日生命ホール    | 1998年4月22日 | 東芝EMI |
| 落語のひろば その2 | 手水廻し   | 1997年4月16日  | 大阪朝日生命ホール    | 1998年4月22日 | 東芝EMI |
| 落語のひろば その3 | 仔猫       | 1998年2月22日  | 「枝雀寄席」ABCホール | 2000年5月10日 | 東芝EMI |
| 落語のひろば その3 | 猿後家     | 1999年4月21日  | 大阪朝日生命ホール    | 2000年5月10日 | 東芝EMI |
| 落語のひろば その4 | 景清       | 1999年11月13日 | 京都府立文化芸術会館  | 2001年8月8日  | 東芝EMI |
| 落語のひろば その4 | 鷺とり     | 1999年11月4日  | 大阪朝日生命ホール    | 2001年8月8日  | 東芝EMI |
| 落語のひろば その5 | 八五郎坊主 | 1999年11月13日 | 京都府立文化芸術会館  | 2001年8月8日  | 東芝EMI |
| 落語のひろば その5 | 鯉舟       | 2000年5月11日  | 大阪朝日生命ホール    | 2001年8月8日  | 東芝EMI |
| 落語のひろば その5 | 遺言       | 2000年2月27日  | なるお文化ホール      | 2001年8月8日  | 東芝EMI |
| 落語のひろば その6 | 動物園     | 2004年4月24日  | 西脇アピカホール      | 2004年7月28日 | 東芝EMI |
| 落語のひろば その6 | 鶴満寺     | 2004年4月24日  | 西脇アピカホール      | 2004年7月28日 | 東芝EMI |
| 落語のひろば その7 | 田楽喰い   | 2004年5月13日  | 大阪朝日生命ホール    | 2004年7月28日 | 東芝EMI |
| 落語のひろば その7 | さくらんぼ | 2004年5月13日  | 大阪朝日生命ホール    | 2004年7月28日 | 東芝EMI |
| 落語のひろば その7 | せんきの虫 | 2003年3月29日  | 東京内幸町ホール      | 2004年7月28日 | 東芝EMI |

### DVD
『ええやん。』
『桂雀々独演会 地獄八景亡者戯二〇一七』
『桂雀々独演会』（竹書房・Amazonオンデマンド）
Amazonオンデマンドのサービス停止により、2021年6月4日で販売終了。
- 桂雀々独演会「七度狐」「八五郎坊主」（竹書房・Amazonオンデマンド）
- 「鷺とり」「植木屋娘」「遺言（小佐田定雄・作）」
- 「七度狐」「八五郎坊主」

## 著書
- 『必死のパッチ』幻冬舎、2008年10月。ISBN 4-344-01574-6。

自叙伝。上岡龍太郎が発起人となって大阪の芸能人が集まり出版記念パーティーが開かれ、そこには“蒸発した”母親がサプライズゲストとして登場した。父は既に亡くなっている。残されて遺品は外れた宝くじの券と大事に使っていた金の腕時計
出版のきっかけは、酒の席で芸能レポーターの井上公造に自身の生い立ちを語ったことによる。想像を絶する貧乏話に興味を持った井上が幻冬舎を紹介し、雀々自らが幻冬舎の代表取締役社長である見城徹へプレゼンテーションを行って出版が決まった。ちなみにプレゼンテーションの時間はわずか15分足らずであった。

## 弟子

### 現役
- 桂優々

### 廃業
- 桂鈴々（廃業、のちに露の都門下で露の瑞として復帰）
- 桂草々（廃業）

### 非正式
- 雀々や剛々（伊原剛志）